# Spathius omiensis
Spathius omiensis är en stekelart som beskrevs av Chao 1978. Spathius omiensis ingår i släktet Spathius och familjen bracksteklar. Inga underarter finns listade i Catalogue of Life.